# László Vágner
László Vágner (Gávavencsellő, 24 dicembre 1955) è un arbitro di calcio ungherese.
Ha diretto al Campionato mondiale di calcio 1998 le partite Scozia-Norvegia e Cile-Camerun, entrambe terminate 1-1. Nel corso della seconda gara annullò un gol regolare segnato da François Omam-Biyik e, per via di quel risultato, la Nazionale africana fu eliminata dal Mondiale, a vantaggio proprio del Cile.
Ha inoltre diretto la semifinale Ajax-Panathīnaïkos, gara d'andata della Coppa dei Campioni 1995-1996, e la semifinale d'andata Lazio-Atletico Madrid durante la Coppa UEFA 1997-1998.